# Stal nadeutektoidalna

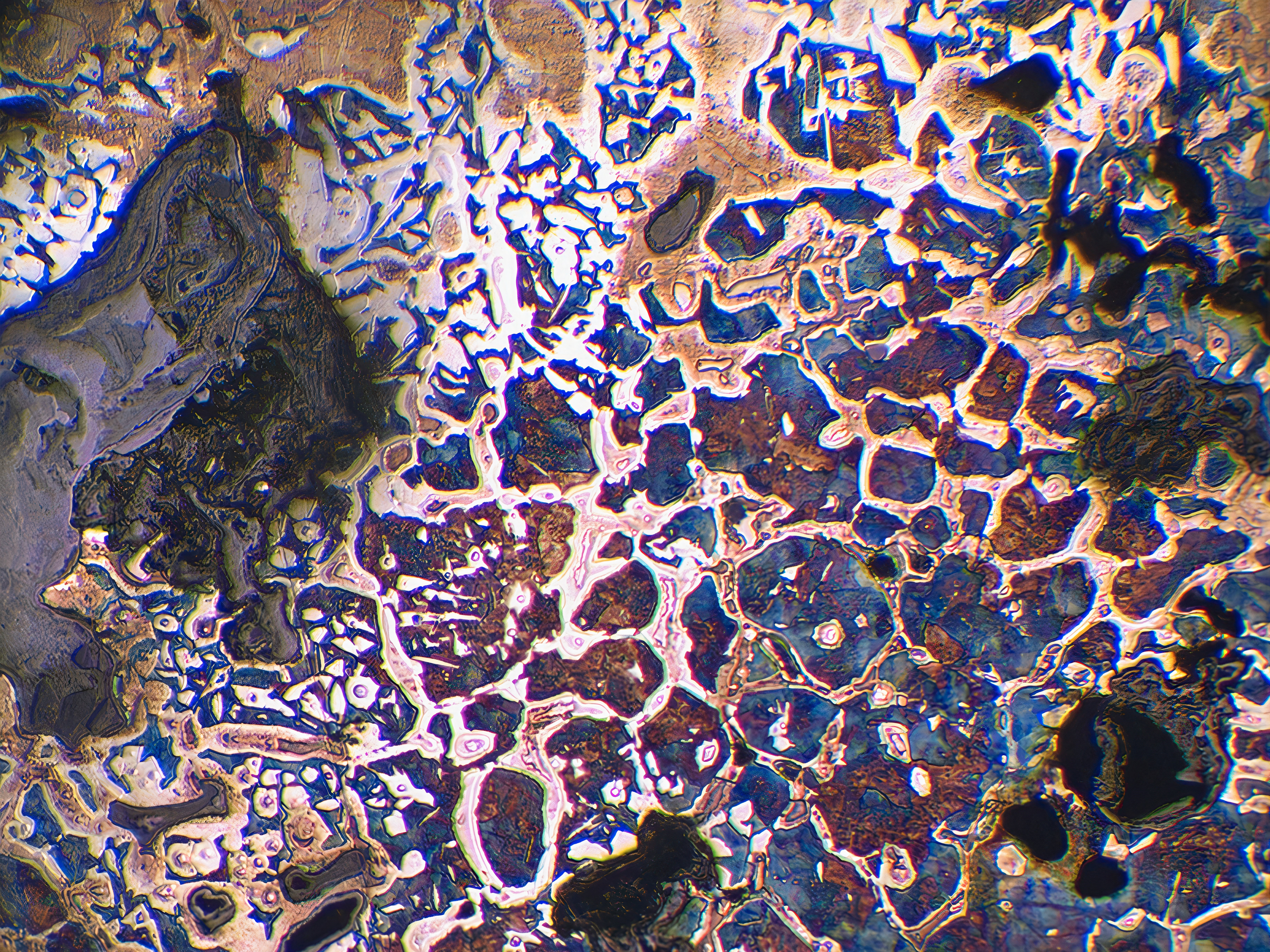
Stal nadeutektoidalna

Stal nadeutektoidalna – stal zawierająca powyżej 0.77% węgla. Na polerowanym przekroju oglądanym pod mikroskopem daje się zauważyć ziarna perlitu oddzielone obszarami cementytu. Wraz ze wzrostem zawartości węgla, udział perlitu maleje, a cementytu wzrasta. Wzrasta także twardość stali, a obniża się jej ciągliwość.